# Нижній Суян
Нижній Суя́н (рос. Нижний Суян, башк. Түбәнге Һөйән) — село у складі Караідельського району Башкортостану, Росія. Входить до складу Верхньосуянської сільської ради.
Населення — 1 особа (2010; 5 у 2002).
Національний склад:
- росіяни — 100 %